# 阳明学者列表
阳明学者列表，旨在列舉尊崇王陽明學術的學生或其理論陽明學的繼承者。
陽明學在現代中國仍有廣泛影響。現代新儒學的開山祖師之一熊十力，及其弟子牟宗三都繼承並發展了陽明學。著名學者徐梵澄經過幾十年對中國，印度，歐洲思想研究以後，再晚年也對陆王心學讚譽有加（見《陸王學述》收錄于《徐梵澄文集》第一卷，上海三联书店出版社）。中國大陸的當代大儒蔣慶也對陽明讚譽有加（見《政治儒學》一書）。日本近代的著名軍事家東鄉平八郎，曾爲王陽明學說所折服。

## 各地陽明學者

### 中国
Category:中國陽明學者
- 冀元亨，王阳明入室弟子。
- 王龙溪，王阳明入室弟子。
- 钱德洪，王阳明入室弟子。
- 徐爱，王阳明入室弟子，兼王阳明妹夫。
- 闻人诠，王阳明入室弟子。
- 趙志皋，王陽明入室弟子。
- 赵锦，王阳明入室弟子。
- 王艮：创立了阳明学分支，泰州学派。
- 鄒守益
- 徐阶
- 张居正
- 席书
- 黄宗羲：为追随者，梨洲学派创始者。
- 刘宗周：为追随者，蕺山学派创始者
- 朱舜水：東渡日本，影响日本水户学、武士道極深。
- 王栋：出自泰州学派。
- 朱恕：出自泰州学派。
- 颜钧：出自泰州学派。
- 王襞：出自泰州学派。
- 罗汝芳：出自泰州学派。
- 何心隐：出自泰州学派。
- 李贽：出自泰州学派。
- 焦竑：出自泰州学派。
- 周汝登：出自泰州学派。
- 董允瑫
- 贺麟：创立新心学。
- 蔣慶：當代儒生，創立陽明精舍，治陽明學及春秋公羊經學。
- 聂豹：徐阶师父

### 日本
- 中江藤樹：近江圣人。
- 熊泽蕃山：中江藤树的弟子。
- 佐藤一齋
- 佐久间象山：兵家、思想家。
- 西乡隆盛：倒幕魁首
- 吉田松陰
- 高杉晉作
- 河井繼之助（日语：河井継之助）
- 大鹽平八郎
- 東澤瀉（日语：東沢瀉）
- 伊藤忠兵衛（日语：伊藤忠兵衛）
- 藤田傳三郎（日语：藤田伝三郎）
- 渡邊祐策（日语：渡辺祐策）
- 安岡正篤（日语：安岡正篤）：思想家。
- 河井繼之助（日语：河井継之助）
- 船越清藏（日语：船越清蔵）
- 賴山陽
- 山田方谷（日语：山田方谷）
- 東鄉平八郎

## 陽明學尊崇者
- 蒋中正：中華民國第一至第五任總統，政治及軍事上的強人，多次自称为王阳明的信徒，并把臺北草山命名为阳明山以示纪念。[1]
- 陶行知：本名陶文濬，因受王守仁的「知行合一」所感動，因而改名為陶行知，中國近代教育家。
- 岩崎弥太郎：三菱财阀创立者。
- 澀澤榮一：日本第一国立银行创立者。
- 三島由紀夫：作家。
- 廣瀨武夫：日本军神。